# Colyttus
Genre
Synonymes
- Donoessus Simon, 1902

Colyttus est un genre d'araignées aranéomorphes de la famille des Salticidae.

## Distribution
Les espèces de ce genre se rencontrent en Asie du Sud-Est, en Chine et en Inde.

## Liste des espèces
Selon World Spider Catalog (version 21.5, 04/08/2020) :
- Colyttus bilineatus Thorell, 1891
- Colyttus kerinci (Prószyński & Deeleman-Reinhold, 2012)
- Colyttus lehtineni Żabka, 1985
- Colyttus nigriceps (Simon, 1899)
- Colyttus proszynskii Caleb, Chatterjee, Tyagi, Kundu & Kumar, 2018
- Colyttus robustus Zhang & Maddison, 2012
- Colyttus striatus (Simon, 1902)
- Colyttus yiwui Lin & Li, 2020

## Publication originale
- Thorell, 1891 : Spindlar från Nikobarerna och andra delar af södra Asien. Kongliga Svenska Vetenskaps-Akademeins Handlingar, vol. 24, no 2, p. 1-149 (texte intégral).